# Erio Tosatti
Erio Tosatti (Nonantola, 9 de novembro de 1943) é um físico teórico italiano ativo na Escola Internacional de Estudos Avançados (SISSA) e no Centro Internacional de Física Teórica Abdus Salam (ICTP), ambos em Trieste, Itália. Ele é um teórico de amplo escopo que realizou pesquisas sobre uma abrangente gama de fenômenos da física da matéria condensada. Seus primeiros trabalhos tratam de propriedades ópticas, perda de energia por elétrons, teoria dos éxcitons e resposta dielétrica não local em sólidos, incluindo camadas de cristais como grafite e semicondutores; ondas de densidade de carga e de spin; física de superfície em todos os seus aspectos, particularmente reconstrução, rugosidade e fusão, também em aglomerados; a previsão da fase Berry no fulereno; o primeiro mapa STM calculado de grafite, agora um padrão no campo; matéria em pressões extremas: carbono, oxigênio, hidrogênio, CO2, ferro nas condições do núcleo terrestre, água e amônia em condições planetárias profundas, transições isolante-metal induzidas por pressão em compostos de camada como MoS2. Na nanofísica, ele e seu grupo previram estruturas helicoidais de nanofios metálicos; o magnetismo espontâneo de nanocontatos de metal, incluindo as circunstâncias eletrônicas para o efeito Kondo normal ou ferromagnético. A teoria de supercondutividade dele e de seu colaborador foi recentemente confirmada em compostos como o Cs3C60. Artigos pioneiros sobre recozimento quântico agora são básicos para os atuais desenvolvimentos em computação quântica. Mais recentemente, ele redirecionou-se para a teoria da nanofricção, um campo no qual obteve o ERC Advanced Grant MODPHYSFRICT em 2013–2019 e, posteriormente, como co-principal investigador com um grupo experimental, outro ERC Advanced Grant ULTRADISS 2019–2024.

## Vida
Nascido em uma família de camponeses, ele estudou no renomado Istituto Técnico Industrial Fermo Corni de Modena, onde suas primeiras matérias foram técnicas e práticas — eletrônica, tecnologia nuclear, entre outras —. Habilidades que lhe permitiram ganhar a vida como técnico em um laboratório de pesquisa em fisiologia humana enquanto estudava física na Universidade de Modena local. Associado desde a infância à conceituada Societa 'Corale Rossini de Modena dirigida por Livio Borri, um grande professor de música, cantou durante alguns anos ópera e música sacra no coro que incluía, entre outros, o jovem Luciano Pavarotti.
Seu diploma de física (Universidade de Modena, 1967) foi em relações de dispersão de mudança de fase píon-nucleon, um assunto sugerido por Daniele Amati. Admitido para estudos de doutorado na famosa Escola Normal Superior de Pisa, ele mudou para o campo florescente da física do estado sólido no recém-estabelecido grupo de pesquisa de Franco G. Bassani trabalhando nas propriedades ópticas de semicondutores. Seu trabalho de doutorado (Escola Normal Superior, Pisa, 1970) empregou dados de perda de energia óptica e eletrônica junto a relações de dispersão típicas da física de alta energia para trabalhar o tensor dielétrico anisotrópico de grafite, posteriormente útil no contexto do grafeno.
Após servir como sub-tenente da previsão do tempo para seu serviço militar (então obrigatório) na Força Aérea Italiana, ele se mudou para a Universidade de Roma — onde também colaborou com Ugo Fano — com uma posição de pesquisador no Conselho Nacional de Pesquisa da Itália (CNR). Essa posição permitiu-lhe sair para uma bolsa conjunta de 18 meses na Royal Society — membro da OTAN no Cavendish Laboratory —, na Universidade de Cambridge, Reino Unido, onde em 1972–73 colaborou com Philip W. Anderson. Ele também passou a maior parte de 1974 com uma bolsa DFG na Universidade de Stuttgart no grupo de Hermann Haken e a maior parte de 1977 na Universidade de Stanford, no grupo de Sebastian Doniach.
De Roma, ele foi chamado para Trieste em 1977 por Abdus Salam e Paolo Budinich para fundar no Centro Internacional de Física Teórica o Grupo de Teoria da Matéria Condensada do ICTP, agora florescente. Em 1980 ele também se tornou professor da recém-criada Scuola Internazionale Superiore di Studi Avanzati (SISSA), onde fundou e dirigiu por 27 anos o grupo de Teoria da Matéria Condensada e onde ainda trabalha. De 1977 em diante, seu duplo envolvimento com o SISSA e o ICTP o manteve em Trieste, com exceção de um ano sabático no IBM Zurich Research Laboratory onde, em 1984–85, ele também colaborou com K. Alex Muller, bem como com Heinrich Rohrer e Gerd Binnig. Sua forte ligação com o ICTP também o levou a atuar como Diretor em 2002–2003.

## Honrarias
Tosatti foi eleito membro da American Physical Society em 2001, membro correspondente da Accademia Nacional dos Linces em 2006, membro estrangeiro da Academia Nacional de Ciências dos EUA em 2011, membro da Accademia Istituto Lombardo em 2012, um vencedor do Prêmio Enrico Fermi da Sociedade Italiana de Física em 2018 e, em 2019, um membro estrangeiro da Academia Chinesa de Ciências, o único italiano a ser homenageado.
Por sua pesquisa, ele também recebeu a Palestra Burstein da Universidade da Pensilvânia em 1994, o Prêmio Francesco Somaini em 1997 e um grande número de colóquios convidados e palestras nomeadas em todo o mundo.
Por seus esforços duradouros em favor dos cientistas em países menos afortunados, ele foi premiado com a medalha AIP Tate de 2005, cuja citação afirma que Tosatti “provavelmente deixou marcas muito mais profundas em muitos países do que a maioria dos programas que chegam às manchetes”. Por esses méritos, o prêmio Spirit of Abdus Salam também foi concedido a ele em agosto de 2020.